# Треві Маккой
Тре́віс Ла́зарус «Тре́ві» Макко́й (англ. Travis Lazarus «Travie» McCoy; 6 серпня 1981, Дженива, штат Нью-Йорк, США) — американський співак і репер, вокаліст альтернативної хіп-хоп групи Gym Class Heroes.

## Кар'єра
На даний момент Треві випустив свій сольний альбом Lazarus, який було представлено публіці 8 червня 2010 року. Маккой співпрацював з Cobra Starship, Ешлі Сімпсон і Келлі Роуленд. Також брав участь у проєктах Берні Аллена; працював з Текілою Мокінгберд і SieOne.

## Дискографія

### Студійні альбоми
| Рік  | Коментар                                                      | Вища позиція в чартах | Вища позиція в чартах |
| Рік  | Коментар                                                      | US                    | UK                    |
| ---- | ------------------------------------------------------------- | --------------------- | --------------------- |
| 2010 | Lazarus - Дата релізу: 8 червня 2010 - Лейбл: Fueled by Ramen | 25                    | 69                    |

### Сингли
| Рік                                                                       | Сингл                            | Вища позиція в чартах | Вища позиція в чартах | Вища позиція в чартах | Вища позиція в чартах | Вища позиція в чартах | Вища позиція в чартах | Вища позиція в чартах | Вища позиція в чартах | Вища позиція в чартах | Вища позиція в чартах | Сертифікація (продаж)                 | Альбом  |
| Рік                                                                       | Сингл                            | US                    | US Pop                | US R&B                | US Rap                | AUS                   | CAN                   | NL                    | NZ                    | SWE                   | UK                    | Сертифікація (продаж)                 | Альбом  |
| ------------------------------------------------------------------------- | -------------------------------- | --------------------- | --------------------- | --------------------- | --------------------- | --------------------- | --------------------- | --------------------- | --------------------- | --------------------- | --------------------- | ------------------------------------- | ------- |
| 2010                                                                      | «Billionaire» (feat. Bruno Mars) | 4                     | 3                     | 76                    | 9                     | 5                     | 12                    | 4                     | 2                     | 17                    | 3                     | - AUS: Платиновий - US: 2× Платиновий | Lazarus |
| 2010                                                                      | «Need You»                       | —                     | 36                    | —                     | —                     | —                     | —                     | —                     | —                     | —                     | —                     |                                       | Lazarus |
| 2010                                                                      | «We'll Be Alright»               | —                     | —                     | —                     | —                     | —                     | —                     | 82                    | 14                    | —                     | —                     |                                       | Lazarus |
| «—» означає, що сингл не брав участі в чарті, або не виходив у цій країні |                                  |                       |                       |                       |                       |                       |                       |                       |                       |                       |                       |                                       |         |

### Участь у спільних синглах
| 2006                                                                      | «Snakes on a Plane (Bring It)» | Cobra Starship   | —  | 38 | —  | —  | Snakes on a Plane: The Album |
| 2008                                                                      | «Daylight»                     | Kelly Rowland    | —  | —  | —  | 14 | Ms. Kelly (re-issue)         |
| 2008                                                                      | «Coconut Juice»                | Tyga             | 94 | —  | —  | —  | No Introduction              |
| 2009                                                                      | «Differently»                  | Cassie Davis     | —  | —  | 29 | —  | Differently                  |
| 2009                                                                      | «Fly»                          | Four Year Strong | —  | —  | —  | —  | Explains It All              |
| 2010                                                                      | «Famo$a»                       | Claudia Leitte   | —  | —  | —  | —  | As Máscaras                  |
| 2010                                                                      | «Higher»                       | Taio Cruz        | 41 | —  | —  | —  | Rokstarr                     |
| 2014                                                                      | «Wrapped Up»                   | Olly Murs        | —  | —  | —  | —  | Never Been Better            |
| «—» означає, що сингл не брав участі в чарті, або не виходив у цій країні |                                |                  |    |    |    |    |                              |

### Участь в альбомах інших груп
| Рік  | Пісня                      | Виконавець        | Альбом                 |
| ---- | -------------------------- | ----------------- | ---------------------- |
| 2008 | «This Is How It Goes Down» | Pink              | Funhouse               |
| 2010 | «Up and Running»           | Jessica Jarrell   | TBA                    |
| 2010 | «Yeah Yeah»                | Шерил Коул        | Messy Little Raindrops |
| 2011 | «When I Approach»          | Livin, Joe Budden | City of Brotherly Love |
| 2012 | «I Came to Party»          | Deuce             | Nine Lives             |
| 2014 | «Wrapped Up»               | Olly Murs         | Never Been Better      |